# 冬
 (septembre 2020).
Si vous disposez d'ouvrages ou d'articles de référence ou si vous connaissez des sites web de qualité traitant du thème abordé ici, merci de compléter l'article en donnant les références utiles à sa vérifiabilité et en les liant à la section « Notes et références ».
Le kanji 冬 (hiver) s'écrit en 5 traits avec 夂, la clé numéro 34.
Son caractère Unicode est 51AC.
Il figure parmi les kanjis de formation (1 006 caractères appris à l'école car d'usage courant) et est enseigné en deuxième année de l'école primaire japonaise.
Il se lit ふゆ (fuyu) dans la prononciation kun et とう (tō) dans la prononciation on.
Exemples : 冬 (fuyu) veut dire « hiver » et 真冬 (mafuyu) veut dire « plein hiver ».
En tant que jōyō kanji (caractères officiels d'usage commun), 冬 peut être employé pour écrire des prénoms. Seul 冬 est féminin, lu Fuyu et signifiant « hiver ». Il peut être associé à d'autres kanjis, par exemple 冬美 (Fuyumi, féminin) ou 冬木 (Fuyuki, masculin).